# ناسهورن (موتور جاوااسکریپت)
ناسهورن (به انگلیسی: Nashorn) یک موتور جاوااسکریپت است که توسط شرکت اوراکل به زبان جاوا نوشته شده است. ناسهورن به همراه جاوا ۸ عرضه شد.
هدف این پروژه آن است که امکان جای‌گذاری جاوااسکریپت در برنامه‌های جاوا از طریق JSR-223 فراهم شود. این موتور جاوااسکریپت جایگزین راینو می‌شود که به وسیلهٔ موزیلا ایجاد شده است. ناسهورن نسبت به راینو سرعت اجرای بالاتری دارد.
واژهٔ Nashorn در زبان آلمانی ([ˈna:sˌhɔɐ̯n]) به معنای کرگدن است. نام این جانور بر اساس تصویر روی جلد یکی از کتاب‌های معروف جاوااسکریپت انتشارات اورایلی برای موتور جاوااسکریپت انتخاب شده است.
موتور جاوا اسکریپتی Nashorn در جاوای نسخه 11  Deprecated شده است.